# Nathan Morris
Nathan Bartholomew Morris (* 18. Juni 1971 in Philadelphia, Pennsylvania) ist ein US-amerikanischer Sänger und Mitglied der Gruppe Boyz II Men. Bekannt ist er auch unter dem Spitznamen Alex Vanderpool.

## Leben und Karriere
Nathan gründete 1988 zusammen mit Shawn Stockman, Wanya Morris, Marc Nelson und Michael McCary die Gruppe Boyz II Men, welche 1991 erste internationale Erfolge feiern konnte. Nathan veröffentlichte 1996 die Solosingle "Wishes", eine Auskopplung aus dem Kazaam Soundtrack. In den Vereinigten Staaten kletterte der Song bis auf Platz 86 der Charts hinauf, in Neuseeland reicht es für einen Top-Ten-Hit. Nach weiteren Auftritten und Alben mit Boyz II Men gründete er sein Management-Label "AdLib Entertainment" und entdeckte die Def-Jam-Sängerin Megan Rochell. Bis heute hat Morris kein Album veröffentlicht.

## Diskografie
- Wishes (Single, 1996)